# Schronisko pod Ciuchowym Działem
Schronisko PTT pod Ciuchowym Działem (także: schronisko w Orowie) – nieistniejące obecnie schronisko turystyczne położone na wysokości ok. 900 m n.p.m. na południowym stoku Ciuchowego Działu (942 m n.p.m.) na terenie wsi Orów w Beskidach Brzeżnych.

## Historia
Pierwsze schronisko w tej okolicy powstało w 1930 roku z inicjatywy oddziału Polskiego Towarzystwa Tatrzańskiego w Drohobyczu w położonym ok. 1,5–2 km na wschód od szczytu Ciuchowego Działu budynku dzierżawionym od firmy Gazolina S.A. Widząc potrzebę stworzenia większego obiektu w tym rejonie, PTT wynajęło od przedsiębiorstwa Pionier S.A. dawny budynek kancelaryjny zlikwidowanej kopalni, położony tuż pod szczytem, do którego następnie przeniesiono placówkę. Obiekt prowadzony był razem ze Związkiem Harcerstwa Polskiego.
Otwarcie i poświęcenie nowego budynku schroniska odbyło się 15 grudnia 1935 roku w obecności przedstawicieli Zarządu Głównego PTT, kierownika okręgowego UWFIPW w Przemyślu i ok. 300 narciarzy. Początkowo obiekt dysponował 20 łóżkami oraz dwiema jadalniami na 40 osób, miał dostęp do linii telefonicznej, bieżącej wody, był wyposażony w łazienkę, natryski i toaletę. Jeszcze zimą 1935/1936 w schronisku otwarto szkołę narciarską prowadzoną przez dyplomowaną instruktorkę Polskiego Związku Narciarskiego p. Tereszkiewiczową. Po dobudowaniu dodatkowej sali w 1936 roku liczbę miejsc sypialnych na łóżkach zwiększono do 30 (według innych danych było to 15 łóżek i 14 sienników), co wciąż oceniano jako wartość niewystarczającą dla potrzeb wzrastającego ruchu turystycznego, w szczególności narciarskiego. W 1938 schronisko odremontowano, na nowo urządzając łazienkę i sanitariaty, odnawiając salę jadalną, stawiając cztery piece w sypialniach. W budynku zlokalizowano też placówkę Państwowego Instytutu Meteorologicznego.
Obiekt uległ zniszczeniu w czasie II wojny światowej.

## Szlaki turystyczne
Szczyt Ciuchowego Działu w okresie funkcjonowania schroniska stanowił węzeł następujących szlaków turystycznych:
- z Truskawca do Urycza,
- z Borysławia-Mraźnicy,
- od drogi Borysław – Schodnica (Dział Schodnicki[12]) przez Baziów Wielki (829 m n.p.m.),
- z Podhorców przez Turków (852 m n.p.m.),
  -  ogałęzienie z Korczyna przez Kiczerkę (744 m n.p.m.) i Zbierzynów (822 m n.p.m.),
    -  odgałęzienie z Synowódzka Wyżnego przez Pohar (719 m n.p.m.) i Zbierzynów[4][13][14].